# Snežnaja
La Snežnaja (in russo Снежная?; in buriato: Үлэнхэ) è un fiume della Russia siberiana orientale meridionale, tributario del lago Bajkal. Scorre nella Repubblica Autonoma della Buriazia e nell'Oblast' di Irkutsk.

## Descrizione
Il fiume ha origine dal versante settentrionale dei monti Chamar-Daban, vicino al massiccio del Tyrgyn (2 304 m), e scorre dapprima in direzione orientale, poi nord-orientale, infine settentrionale. Al villaggio di Vydrino, a 5 km dalla foce, la sua portata è di 47,77 m³/s. La lunghezza del fiume è di 173 km, l'area del bacino è di 3 020 km².
Lungo il corso inferiore segue il confine amministrativo della Buriazia e della regione di Irkutsk per  28 km. A 4 km dalla foce nel Bajkal il fiume è attraversato da due ponti ferroviari della ferrovia Transiberiana e a 1 km da questi passa il ponte della strada federale P258 «Bajkal».
Il fiume è frequentato per il rafting sportivo (difficoltà WW IV-VI) e la pesca. Nel fiume si trova: temolo, Brachymystax lenox, taimen, pesce persico e luccio.